# Renaud-Philippe de Custine
Renaud-Philippe de Custine či Armand Louis Philippe François de Custine nebo François de Custine, též Armand de Custine (22. ledna 1768 v Paříži – 4. ledna 1794 tamtéž) byl francouzský aristokrat a diplomat, gilotinovaný během Hrůzovlády stejně jako jeho otec Adam-Philippe de Custine o několik měsíců předem.

## Životopis
François de Custine byl synem Adama Philippa, hraběte de Custine, francouzského aristokrata a generála revoluce, a Adélaïde Louise Céleste Gagnat de Longny (1749–1771). Navštívil severní Německo, studoval vojenské umění v Prusku. Jeho tchyně, Comtesse de Sabran, byla přítelkyní Jindřicha Pruského.
V červnu 1792 se vrátil do Paříže na svůj post v armádě, ale službu musel v lednu 1793 ze zdravotních důvodů opustit. Poté se zkompromitoval obranou svého otce Adama Philippa, který byl obžalován 29. července 1793, stíhaný pomstychtivostí Françoise-Nicolase Vincenta, generálního tajemníka Úřadu války. Adam Philippe de Custine byl popraven dne 28. srpna 1793.
Vincent 22. listopadu 1793 udal i jeho syna prokurátorovi Fouquier-Tinvilleovi. Ve své obžalobě ho Fouquier-Tinville obvinil z toho, že v Berlíně konspiroval se svým otcem a generálem Dumouriezem konspiroval proti Francii. Proti těmto nařčením se bránil odkazem na své depeše zaslané z Berlína, které však zkreslil a zfalšoval René-François Dumas, předseda revolučního tribunálu. Dne 2. ledna 1794 byl vyslechnut, 3. ledna odsouzen a 4. ledna popraven.
Dne 31. července 1787 se oženil s Louisou Delphine Éléonore Mélanie de Sabran, dcerou Françoise Éléonore Dejean de Manville, hraběnkou ze Sabran, se kterou měl dvě děti:
- Adam François Gaston de Custine (1788-1793),
- Astolphe de Custine (1790-1857).